# Agía Paraskeví (ort i Grekland, Mellersta Makedonien, Nomós Serrón)
Agía Paraskeví (Agia Paraskevi) är en ort i Grekland.   Den ligger i prefekturen Nomós Serrón och regionen Mellersta Makedonien, i den nordöstra delen av landet, 300 km norr om huvudstaden Aten. Agía Paraskeví ligger 24 meter över havet och antalet invånare är 557.
Terrängen runt Agía Paraskeví är platt åt nordost, men åt sydväst är den kuperad. Runt Agía Paraskeví är det glesbefolkat, med 17 invånare per kvadratkilometer. Närmaste större samhälle är Serrai, 16,9 km nordost om Agía Paraskeví. I omgivningarna runt Agía Paraskeví växer i huvudsak blandskog.